# Perspektivismus
Perspektivismus und  Perspektivität bezeichnen philosophische Lehren, die besagen, dass die Wirklichkeit von Standpunkt und Eigenschaften des betrachtenden Individuums abhängig ist. Das menschliche Denken, Erkennen und Handeln ist endlich, da es vielfältigen Einschränkungen unterliegt, die aus den Bedingungen von Zeit und Raum, individuellen Veranlagungen, Umgebung und Situation resultieren; beispielsweise kultureller oder gesellschaftlicher Natur sind (siehe Erkenntnistheorie). Im engeren Sinn meint Perspektive den räumlichen „Durchblick“ und Projektive Perspektivität.

## Philosophie
Den Begriff der Perspektive und den zugehörigen Begriff des Standpunktes führte Gottfried Wilhelm Leibniz in die Philosophie ein. In seiner Theodizee und in seiner Monadologie ist Perspektivität eine Grundeigenschaft der einzelnen Monaden, der elementarsten Einheiten der (geistigen) Welt, mit ihren notwendig verschiedenen Standpunkten in der vorgegebenen Welt.

„Et comme une même ville regardée de differens côtés paroist toute autre et est comme multipliée perspectivement, il arrive de même, que par la multitude infinie des substances simples, il y a comme autant de differens univers, qui ne sont pourtant que les perspectives d'un seul selon les differens points de veue de chaque Monade.“

„Und wie eine und dieselbe Stadt, von verschiedenen Seiten betrachtet, jeweils ganz anders erscheint, wie sie gleichsam perspektivisch vervielfältigt ist, so kommt es entsprechend durch die unendliche Menge der einfachen Substanzen, dass es gleichsam ebenso viele Universa gibt, die jedoch nur die Perspektiven eines einzigen Universums unter den verschiedenen Gesichtspunkten jeder Monade sind.“

Dieser perspektivischen Sichtweise des Menschen gegenüber steht die angenommene göttliche Zeitlosigkeit und Allgegenwärtigkeit, die aus dieser Totalperspektive heraus zu absolutem Bewusstsein verhilft. Ein Beispiel des perspektivischen Denkens in Leibniz’ Philosophie ist der psychophysische Parallelismus, der eine fundamentale Doppelperspektive postuliert (Leib-Seele-Problem). Wilhelm Wundt charakterisierte in seiner Gedenkrede anlässlich Leibniz‘ zweihundertsten Todestag dessen Denkstil so, wie es auch für Wundt gelten könnte: „… das Prinzip der Gleichberechtigung einander ergänzender Standpunkte“ spielt in seinem Denken eine bedeutende Rolle, Standpunkte, die „einander ergänzen, zugleich aber auch als Gegensätze erscheinen können, die erst bei einer tieferen Betrachtung der Dinge sich aufheben.“
Doch erst durch Immanuel Kant, so meint Gert König, habe der Begriff des Standpunkts eine radikalere Bedeutung erhalten, denn Kant betonte, dass die Philosophie, will sie Wissenschaft sein, den Menschen auf einen seiner menschlichen Denksituation angemessenen Standpunkt verweisen muss.
Einflussreich war der sprachphilosophische Perspektivismus Ludwig Wittgensteins. Die Sprache vollzieht sich nach „Gepflogenheiten“, die wir alle in Sprachspielen beherrschen. Sie legen fest, was Wörter bedeuten, sie bestimmen das Bezugssystem. Die uns in unserer Sprachgemeinschaft vorgegebene Sprache ist relativ zu dem Standpunkt, an dem wir uns befinden, und wir entwerfen je nach Perspektive unterschiedliche Bilder der Wirklichkeit, z. B. der philosophischen Welt oder der perspektivisch anderen, naturwissenschaftlichen oder künstlerischen Welt.
König erwähnt die von Gustav Teichmüller formulierte Position, dass alle philosophischen Systeme unter dem Gesichtspunkt der Perspektive als „projektivische Darstellungen unseres Erkenntnisinhaltes“ aufzufassen sind und zitiert Friedrich Nietzsches Aussagen in Jenseits von Gut und Böse über „das Perspektivische“ als „die Grundbedingung alles Lebens“. „Es gibt nur ein perspektivisches Sehen, nur ein perspektivisches ‚Erkennen‘; und je mehr Affekte wir über eine Sache zu Worte kommen lassen, je mehr Augen, verschiedene Augen wir uns für dieselbe Sache einzusetzen wissen, um so vollständiger wird unser ‚Begriff‘ dieser Sache, unsere ‚Objektivität‘ sein“. Ausdrücke wie Perspektive, Horizont, Standpunkt, sind charakteristisch für die von Edmund Husserl und Maurice Merleau-Ponty entworfene Phänomenologie der Wahrnehmung. Nach George Herbert Mead vertrat Alfred North Whitehead die "Konzeption der Natur als einer Organisation von Perspektiven, die in der Natur gegeben sind", zu der es von George Herbert Mead hieß:

„Der Begriff der Perspektive als etwas in der Natur Gegebenes ist in gewissem Sinn ein unerwartetes Geschenk der kompliziertesten Physik an die Philosophie. Perspektiven sind weder Verzerrungen von irgendwelchen vollkommenen Strukturen noch Selektionen des Bewusstseins aus einer Gegenstandsmenge, deren Realität in einer Welt der Dinge an sich zu suchen ist. Sie sind in ihrer wechselseitigen Bezogenheit aufeinander die Natur, die die Wissenschaft kennt.“

Aus Königs Sicht gehört es zur modernen Auffassung der Geschichte der Wissenschaften, den grundlegenden Perspektiven-Wandel zu beschreiben.

## Psychologie
Gustav Theodor Fechner hob die perspektivische Betrachtungsweise hervor:

„... wenn Jemand innerhalb eines Kreises steht, so liegt dessen konvexe Seite für ihn ganz verborgen; wenn er außerhalb steht, umgekehrt die konkave Seite unter der konvexen Decke. Beide Seiten gehören ebenso untrennbar zusammen, als die geistige und leibliche Seite des Menschen und diese lassen sich vergleichsweise auch als innere und äußere Seite fassen: es ist aber auch ebenso unmöglich, von einem Standpunkt in der Ebene des Kreises beide Seiten des Kreises zugleich zu erblicken, als von einem Standpunkte im Gebiete der menschlichen Existenz diese beiden Seiten des Menschen. Erst wie wir den Standpunkt wechseln, wechselt sich die Seite des Kreises, die wir erblicken, und die sich hinter der erblickten versteckt. Aber der Kreis ist nur ein Bild und es gilt die Frage nach der Sache.“

Als Beispiele psychologischer Forschung zur Perspektivität sind die Bezugssysteme und Gesetzmäßigkeiten der räumlichen Wahrnehmung, das beidäugige Tiefensehen, Jean Piagets genetische Erkenntnistheorie sowie Carl Friedrich Graumanns (1960) Grundlagen einer Phänomenologie und Psychologie der Perspektivität zu nennen.

## Ethnologie
In der Ethnologie wird der Begriff des Perspektivismus vor allem von dem brasilianischen Forscher Eduardo Viveiros de Castro benutzt, um die Weltsicht der Arawaté (indigene Gruppe im brasilianischen Amazonasgebiet) zu beschreiben. Nach Viveiros de Castro wird bei den Arawaté den Tieren – genauso wie (aus westlicher Sicht) unbelebten Naturerscheinungen, Pflanzen und Geistwesen – eine mit Subjektivität und Intentionalität ausgestattete spirituelle Qualität zugesprochen, die sie als „Personen“ qualifiziert. Die physische Erscheinungsform dieser nichthumanen Personen gilt als Hülle, die die eigentliche und interne humanoide Form verbirgt – denn ursprünglich waren etwa Tiere menschlich. Daher vermögen Menschen mit anderen „Personen“ in „soziale“ Beziehungen zu treten: so gelten kultivierte Pflanzen als Blutsverwandte von Frauen, Jagdtiere als Verwandte der Jäger. Die verborgene interne Qualität ist für den Schamanen sichtbar, der mit ihr kommunizieren kann.
Die verschiedenen „Personen“ verfügen über unterschiedliche Sichtweisen auf die Welt (Perspektivismus): unter normalen Umständen sehen sich die Indigenen selbst als Menschen, Tiere als Tiere und Pflanzen als Pflanzen; aber Tiere, Pflanzen und Geister sehen sich selbst ebenfalls als menschlich – sie nehmen ihre eigenen Gewohnheiten als „Kultur“ und ihre Sozialorganisation als „Gesellschaft“ wahr, sie sehen ihre Nahrung als menschliche Nahrung (z. B. begreifen Jaguare Blut als Maniokbier) und ihre körperlichen, tierischen Attribute (z. B. Klauen, Federn, Fell) als Körperschmuck. Aus der Perspektive der Raubtiere und der Geister werden Menschen als Jagdtiere, aus der Perspektive der Jagdtiere dagegen werden sie als Geister oder Raubtiere gesehen. „Ähnlich wie in der Welt der Arawaté bestehen die Dreh- und Angelpunkte ihres Lebens aus Jagen, Fischen, Kochen und dem Genuss fermentierter Getränke. Auch bei ihnen gehe es um Kreuz-Cousinen und Kriege, um Initiationsrituale, Medizin und ihre Experten, um Chefs und andere Formen sozialer Hierarchien – und um Geister. Und ihre kulturellen Instrumente? Ihre Körperdekorationen, ihr Fell, ihre Federn, Klauen, Schnäbel […]“.

## Perspektivismus als Erkenntnishaltung
Perspektivismus ist eine erkenntnistheoretische Grundhaltung und eine philosophische Überzeugung, dass eine fundamentale Abhängigkeit der Erkenntnis von dem Standpunkt (Bezugssystem) und den Eigenschaften des betrachtenden Individuums besteht. Der perspektivistische Objektivismus setzt eine objektive Wirklichkeit voraus, die aufgrund der unterschiedlichen Standpunkte und Eigenschaften der Betrachter unterschiedlich aufgefasst wird (siehe Leibniz). Der perspektivistische Subjektivismus geht von einer Vielfalt der Wirklichkeiten aus (siehe Friedrich Nietzsche und Hans Vaihinger). Ronald Giere (2006) plädiert in seinem Buch Scientific perspectivism für eine mittlere Position zwischen Objektivismus (Realismus) und Konstruktivismus: „The result will be an account of science that brings observation and theory, perception and conception, closer together than they have seemed in objectivist accounts.“
Der Perspektivismus ist dem Pluralismus, Relativismus und auch dem Konstruktivismus verwandt, kann jedoch eine strengere Fassung erhalten, indem die Kategorien der Bezugssysteme und die individuellen Standpunkte definiert, die wechselseitige Ergänzung der Perspektiven zu einem Gesamtbild verlangt und der zur Erfassung der vollen Wirklichkeit notwendige Perspektiven-Wechsel betont werden.